# Дэ Пятачка
«Дэ Пятачка» (англ. The Te of Piglet) — книга американского писателя Бенджамена Хоффа, продолжение книги «Дао Винни-Пуха». Под «Дэ» подразумевается добродетель. Была лучшим бестселлером по версии журнала New York Times.

## Краткое содержание
Книга описывает мысли и действия Пятачка с точки зрения древнекитайской философии — даосизма. Книга содержит несколько историй из древних сочинений даосов. В Первой части «Что? Ещё одна?» Бенджамен Хофф рассказывает про идею написать книгу «Дао Пуха». В 3-й части «Что-то — что, опять о том, что это такое? — ДЭ Пятачка» Винни-Пух рассказывает про Даосизм. В главе «Эффект Иа» Пятачок размышляет на тему, как одолеть Внутреннего Иа и каким образом можно начать противостоять Эффекту Иа.

## Основная идея книги
В книге через незамысловатое повествование о Пятачке показаны все основные идеи даосизма. В частности, показана важность нахождения личности в состоянии гармонии с окружающим миром (природой) — эта идея является основополагающим постулатом всей философии даосизма.
В то же время показана нелепость попыток навязать самому себе ошибочные мнения о самом себе. Пятачок, будучи маленьким зверьком, считал, что быть большим зверем гораздо лучше. В книге описаны его похождения, в конце которых он осознаёт, что все в Мироздании, а уж тем более мнения — относительны, а, значит, нет ничего хорошего или плохого, большого или маленького, правильного или ошибочного.
Так же с точки зрения даосизма жёсткой критике подвергается всякий пессимизм и критиканство, которые в книге нашли отражение в виде ослика Иа. Этот персонаж ничего не делает, только критикует все вокруг себя и везде ищет виноватых. Действуя таким образом вопреки Дао, такой человек не только сам не развивается, но так же мешает развитию и других людей. Даосы считали пессимистов людьми недалекими и примитивно мыслящими, их идеалом была вера в лучшее вопреки всему: они считали, что жизнь земная слишком коротка для того, чтобы тратить её на воспоминания об обидах и поиск виновных в своих несчастьях. В этом отношении идеи даосизма полностью совпадают с идеями буддизма, который провозглашал ответственность личности за свою судьбу. Поддаваться пессимизму — значит вредить самому себе.
В конце книги Пятачок осознаёт, что он, как и всякое другое разумное существо, изначально имеет предназначение — цель, для выполнения которой он приспособлен лучше других. Выполнять эту роль и хранить таким образом равновесие в Мироздании — высшая цель всей его жизни. Если ты маленький поросёнок, то нет смысла стремиться стать медведем, тем более что это не просто невозможно, но и нелепо. Совершенствуйся в том, что тебе нравится и тем самым помогай всем, кто окружает тебя.

## Мнения о книге
Газета Palm Beach заявила, что Дэ Пятачка отстаёт от книги Дао Пуха. Библиотека Принстонского университета высоко оценила книгу.